# Vestre Slidre
Vestre Slidre là một đô thị tại hạt Oppland, Na Uy. Nó là một phần của khu vực truyền thống của Valdres. Trung tâm hành chính của thành phố là làng Slidre. Đô thị cũ của Slidre được chia vào Vestre Slidre Slidre Øystre vào năm 1849.